# Sören Voigt (Regisseur)
Sören Voigt (* 1968 in Pinneberg) ist ein deutscher Filmregisseur und Drehbuchautor.

## Leben
Voigt studierte Filmregie an der Deutschen Film- und Fernsehakademie Berlin (dffb), sowie ein Jahr an der polnischen Filmhochschule Lodz. Er schloss sein Studium 2000 mit Diplom in Berlin ab. Sein Abschlussfilm Tolle Lage kam im selben Jahr in die deutschen Kinos und wurde in der Reihe „Das kleine Fernsehspiel“ des ZDF, auf Arte und auf 3sat im Fernsehen gezeigt. Identity Kills wurde 2003 auf der 53. Berlinale im Forum des jungen Films uraufgeführt. Der Film lief in ausgewählten deutschen Kinos und wurde 2006/07 auf 3Sat gesendet. 2011 feierte sein dritter Spielfilm, die deutsch-spanische Koproduktion Implosion, seine Premiere bei den Hofer Filmtagen. Im Sommer 2013 sendete das ZDF die deutsche Erstausstrahlung.
Sören Voigt lebt in Berlin.

## Filmografie
- 1995:    Südstern  (Regisseur, Drehbuchautor)
- 1996:    Abendbrot (Regisseur, Drehbuchautor)
- 1997:    Bread 'n butter (Regisseur, Kamera)
- 2000:    Tolle Lage (Regisseur, Drehbuchautor)
- 2002:    Calls (Regisseur, Produzent)
- 2003:    Identity Kills (Regisseur, Drehbuchautor, Produzent)
- 2011:    Implosion (Regisseur, Drehbuchautor, Koproduzent)

## Auszeichnungen
- 2000: Filmkunstfest Schwerin Förderpreis Regie für Tolle Lage
- 2000: Nominierung für den First Steps Award in der Kategorie „Abendfüllende Spielfilme“ für Tolle Lage
- 2001: Berlin & Beyond Festival San Francisco, Best First Feature Award für Tolle Lage
- 2002: Nachnominiert für den 38. Grimme-Preis, Spielfilm & Unterhaltung für Tolle Lage
- 2002: Filmbewertungsstelle Wiesbaden, Besonders wertvoll für den Kurzfilm Calls
- 2003: Friedrich Wilhelm Murnau Preis, Lobende Erwähnung für den Kurzfilm Calls